# دوقية بيخار
دوقية بيخار
لقب نبيل إسباني
دوقية بيخار هي لقب نبيل إسباني، أُنشئت سنة 1485 من قِبل الملوك الكاثوليك لألفارو دي زونيغا إي غوسمان، كبير القضاة في قشتالة، سيد بيخار، عمدة قلعة بورغوس، أول دوق لآريفالو، ثاني كونت بلاسينثيا، وأول دوق لبلاسينثيا. يتمتع هذا اللقب بعظمة إسبانية قديمة.
التسمية
يُشير اسم اللقب إلى بلدية بيخار، الواقعة حالياً في محافظة سلامنكا.
التاريخ
الأصول
تعود أصول عائلة زونيغا إلى مملكة نافارا، في المنطقة الحالية من لوغرونيو. أول من انتقل إلى قشتالة من هذه العائلة كان دييغو لوبيز دي إستونييغا سنة ١٢٧٨ أثناء حكم ألفونسو العاشر. لم تحقق العائلة نفوذاً كبيراً حتى صعود سلالة تراستامارا إلى العرش، وذلك بفضل الامتيازات التي منحها إنريكي الثاني للنبلاء مقابل دعمهم. كانت عائلة زونيغا من أبرز المستفيدين، وكان لقبهم قد تحوّل بالفعل من "إستونييغا" إلى "زونيغا".
الصعود
في سنة ١٣٩٦ حصلت العائلة على ملكية بلدة بيخار مقابل التنازل عن مدينة فرياس. ومع امتلاكهم للبلدة، استطاعوا السيطرة على معبر استراتيجي مهم، استخدموه لاحقاً لتوسيع نفوذهم. أصبح دعم سادة بيخار ضرورياً للسيطرة على شمال منطقة إكستريمادورا الحالية، القريبة من الحدود غير المستقرة مع البرتغال. كما كانت لبيخار أهمية اقتصادية كبيرة، إذ كانت نقطة التقاء للطرق الملكية التي تمر بها قطعان الأغنام الصوفية، وهي من أهم مصادر الثروة في المملكة.
إلى جانب هذه المزايا، اتبعت العائلة سياسة زواج ذكية مكنتها من توسيع ممتلكاتها، خاصة في الأندلس الغربية.
في سنة ١٤٢٩، دخلت عائلة زونيغا في طبقة النبلاء العليا عندما منح الملك خوان الثاني لقب "كونت ليديسما" إلى بيدرو دي زونيغا، الذي كان أيضاً كبير القضاة في المملكة. ولاحقاً، بسبب النزاعات السياسية بين الملك وأبناء عمه أمراء أراغون، اضطر بيدرو للتنازل عن ليديسما، التي كانت سابقاً ملكاً للأمير إنريكي. وكمكافأة، جعله الملك سيداً على بلاسينثيا سنة ١٤٤٢.
بعد سنوات، استفاد ألفارو دي زونيغا إي غوسمان، ابن بيدرو، من الصراع بين الملك إنريكي الرابع وأخيه غير الشقيق الأمير ألفونسو، الذي دعمه ألفارو. استمر هذا الموقف في حرب الخلافة على عرش إنريكي الرابع، بين ابنته خوانا لا بلترانيخا وأختها غير الشقيقة إيزابيل، التي كانت أخت الأمير ألفونسو المتوفى. في سنة ١٤٦٩ منح إنريكي الرابع لألفارو كونتية بانياريس، مع دوقية آريفالو، التي استُبدلت سنة ١٤٧٦ بدوقية بلاسينثيا، وعادت دوقية آريفالو إلى التاج. وأخيراً، سنة ١٤٨٥، عيّنه الملوك الكاثوليك أول دوق لبيخار.
بعد ذلك، واصلت العائلة نموها بفضل سياسة الزواج أيضاً. وكان أبرز تحالف هو زواج الدوقة الثالثة لبيخار، تيريزا دي زونيغا، من فرانسيسكو دي زونيغا سوتومايور إي برتغال، رابع كونت بيلالكاثار ونائب حاكم بويبلا دي ألكوسير. أدى اتحاد ممتلكات آل زونيغا وسوتومايور إلى جعل العائلة من أكبر مُلاك الأراضي في سلامنكا، كاسيريس، باداخوث، طليطلة وقرطبة. وقد تم الاتفاق في عقد الزواج على أن يكون اللقب الأول للعائلة هو "زونيغا"، فكانت هذه بداية لعائلة "زونيغا-سوتومايور".
ونتيجة للزواج الداخلي بين العائلات النبيلة، أصبحت عائلة زونيغا مرتبطة بألقاب النبلاء الأخرى مثل نواب كونت مونتيري، وكونت ميراندا ديل كاستانيار، ودوقات بينياراندا.
عهد آل هابسبورغ
في سنة ١٥٢٠، ضمّ الملك كارلوس الأول دوقات بيخار إلى قائمة أول ٢٥ من أصحاب الألقاب العظمى في "الدرجة الأولى".
وخلال عهد آل هابسبورغ، انخرط دوقات بيخار في الأعمال الدبلوماسية ورعاية الفنون. ولم يهملوا السلاح أيضاً، مثل مانويل دييغو لوبيز دي زونيغا سوتومايور إي مندوزا وسارميينتو دي سيلفا، الدوق العاشر لبيخار، الذي توفي في حصار بودا ضد العثمانيين سنة ١٦٨٦.
حرب الخلافة والقرن الثامن عشر
حافظ دوقات بيخار على ولائهم لآل هابسبورغ. وبعد وفاة الملك كارلوس الثاني بدون وريث، دعم الدوق الحادي عشر في البداية الملك فيليبي الخامس من آل بوربون، لكنه انحاز لاحقاً إلى الأمير النمساوي كارل. وبعد انتصار البوربونيين، غفر له فيليبي الخامس، ومنح لقب "عظمة إسبانيا" سنة ١٧٣٢ إلى ابنه البكر خواكين دييغو لوبيز دي زونيغا سوتومايور كاسترو إي برتغال، ضمن لقب "كونت بيلالكاثار"، حتى يرث دوقية بيخار وتنقضي بذلك العظمة المنفصلة.
في سنة ١٧٧٧، توفي خواكين دييغو دون ورثة، فانتقل اللقب إلى عائلة تيليث-خيرون.
سادة بيخار
دييغو لوبيز دي زونيغا، أول سيد بيخار (١٣٩٦–١٤٠٧).
بيدرو دي زونيغا، ثاني سيد بيخار (١٤٠٧–١٤٥٣).
ألفارو دي زونيغا إي غوسمان، ثالث سيد بيخار (١٤٥٣–١٤٨٥).
لاحقاً من الدوقات والشخصيات
ماريا خوسيفا بيمينتيل، دوقة أوسونا، كونتيسة ودوقة بينافينتي، الدوقة الثالثة عشر لبيخار (١٧٥٢–١٨٣٤).
فرانسيسكو دي بورخا تيليث-خيرون، الدوق العاشر لأوسونا (١٧٨٥–١٨٢٠).
بيدرو دي ألكانتارا تيليث-خيرون، الأمير الثاني لأنغلونا (١٧٨٦–١٨٥١).
ماريانو تيليث-خيرون، الدوق الثاني عشر لأوسونا، الدوق الخامس عشر لبيخار (١٨١٤–١٨٨٢).
ماريا ديل روساريو تيليث-خيرون، الدوقة السادسة عشر لبيخار (١٨٤٠–١٨٩٦).
خايمي روكا دي توغوريس، الدوق السابع عشر لبيخار (١٨٦٢–١٩٢١).
لويس روكا دي توغوريس، الدوق الثامن عشر لبيخار (١٨٦٥–١٩٣٦).
بيدرو دي ألكانتارا روكا دي توغوريس، الدوق التاسع عشر لبيخار (١٨٩٥–١٩٤١).
بيدرو دي ألكانتارا روكا دي توغوريس، الدوق العشرون لبيخار (١٩١٧–١٩٧٨).
بيدرو دي ألكانتارا روكا دي توغوريس، الدوق الحادي والعشرون لبيخار (من مواليد ١٩٤٤).